# استان آرارات
آرارات (به ارمنی: Արարատի) Armenian pronunciation: [ɑɾɑˈɾɑt]، یکی از استان‌های کشور ارمنستان است که شرق آن واقع شده‌است و از سمت جنوب با جمهوری خودمختار نخجوان و از سمت غرب با کشور ترکیه مرز مشترک دارد
مرکز این استان شهر آرتاشات می‌باشد. جمعیت این استان بر اساس برآورد سال ۲۰۱۱ بالغ بر ۲۶۰٬۳۶۷ نفر می‌باشد.

## جغرافیا
آرتاشات شهر نسبتاً بزرگی است که ساخت آن بر پایه نقشه و بسامان انجام یافته. فاصله آن تا ایروان ۳۰ کیلومتر است و چشم‌انداز بسیار زیبایی به کوه آرارات دارد.
سه شهر دیگر این استان، ماسیس، وِدی و آرارات نام دارند.

## عوارض جغرافیایی
- قله آرامازد - ۳٬۳۹۲ متر - رشته‌کوه بارگوشات
- رود آزات - -

## تقسیمات استانی
استان آرارات شامل موارد زیر است 97 communities (hamaynkner), of which 4 are considered urban and 93 are considered rural.
| تصویر | شهر (شهرک) | استان  | سال بنیاد | مساحت (km2) | جمعیت (سرشماری ۲۰۱۱) |
| ----- | ---------- | ------ | --------- | ----------- | -------------------- |
|       | آرارات     | آرارات | ۱۹۲۰      | ۶           | ۲۰٬۲۳۵               |
|       | آرتاشات    | آرارات | ۱۹۶۲      | ۱۲          | ۲۲٬۲۶۹               |
|       | ماسیس      | آرارات | ۱۹۵۰      | ۵٫۷         | ۲۰٬۲۱۵               |
|       | ودی        | آرارات | ?         | ۵٫۶         | ۱۱٬۳۸۴               |

### روستاها یا communities روستایی
| - آبوویان - آگامزالو - آراکساوان - آرالز - آرارات - آربات - آروابویر - آرگاواند - آروشات، آرارات - آرماش - آوشار - آیگپات - آیگستان - آیگاوان - آیگزارد - آینتاپ - آزاتاشن - آزاتاوان - باغرامیان - باردزراشن - بردیک - برکانوش - بوراستان - بیوراوان - دالار - داراکرت - داربنیک - داشتاکار - داشتاوان - دغدزوت - دیمیتروف - دیتاک | - دوین - گغانیست - گتاپنیا - گتازات - غوکاساوان - گینوت - گوراوان، آرارات - هایانیست - هنابرد - هووتاشات - هووتاشن - جراهوویت - جراشن - کاغتسراشن - کاناچوت - خاچپار - لانجانیست - لانجار - لانجازات - لوسارات - لوساشوغ - مارماراشن - ماسیس - مخچیان - مرگانوش - مرگاوان - مرگاوت - نارک - نظامی - نور خاربرد - نور کیانک | - نور کیورین - نور اوغی - نوراباتس - نورامارگ - نوراشن - نویاکرت - نشاوان - بارویر سواگ - پوکر ودی - رانچپار - سایات‌نووا - شاغاپ - شاهومیان - سیپانیک - سیس - سیساوان - سورناوان - تاپراکان - اورتسادزور - اورتسالانج - واناشن - وارداشات - وارداشن - ورین آرتاشات - ورین دوین - ووسکتاپ - ووستان - یغگناوان - یراسخ - زانگاکتون - زوراک |

#### روستاهای Non-community
- کرکی, belongs to the بارویر سواگ community.

#### روستاهای سابق
- Kakavaberd, belongs to the Bardzrashen community.

## اقتصاد
استان آرارات در کل از کانون‌های کشاورزی و بسته‌بندی خوراکی‌ها و فراوری می و کنیاک است.
شهر ودی یک موزه مردم‌شناسی دارد و کارخانه شراب‌سازی «ودی آلکو» آن نامدار است.
شهر آرارات در سال ۱۹۲۰ و در پی راه‌اندازی کارخانه سیمانی به نام آرارات در آنجا پدید آمد.
منطقه نگهبانی شده جنگلی خسرو که بزرگ‌ترین در نوع خود در ارمنستان است نیز در این استان قرار دارد.

## فرهنگ
از مراکز فرهنگی شهر آرتاشات می‌توان «تئاتر آمو خارازیان» و «فرهنگسرای شارل آزناوور» را نام برد. شارل آزناوور خواننده سرشناس فرانسوی ارمنی تبار است.

## اماکن مذهبی و تاریخی
- صومعه خور ویراپ
- کلیسای آروشات

Ararat
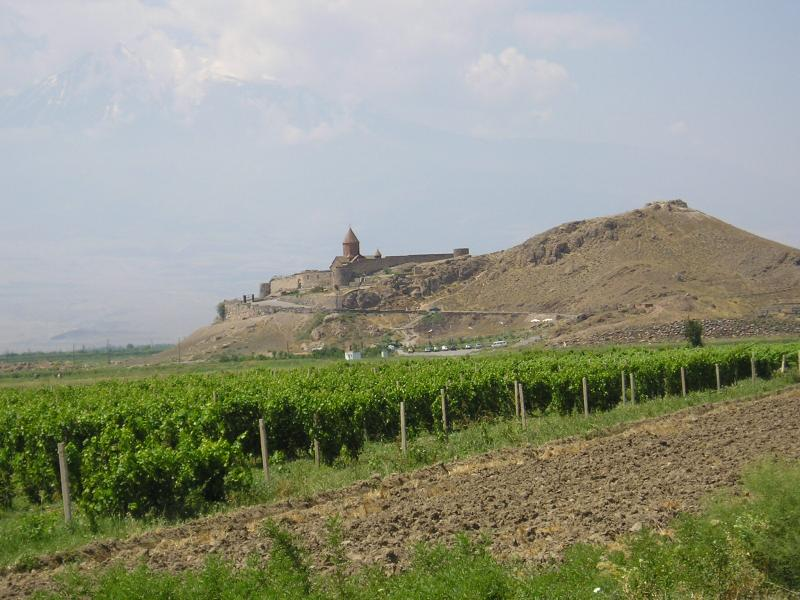
صومعه خور ویراپ
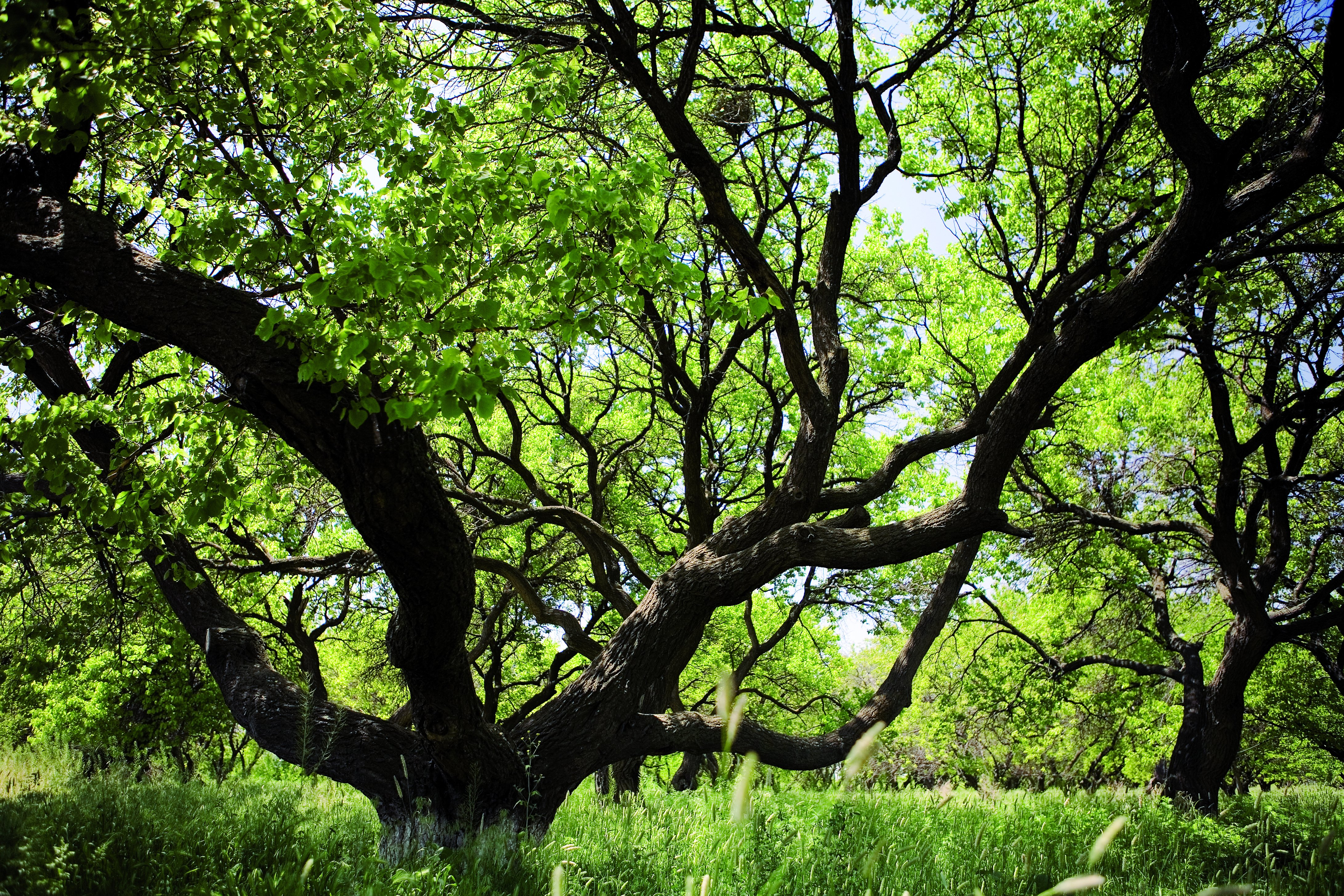
مزارع زردآلو در Artashat
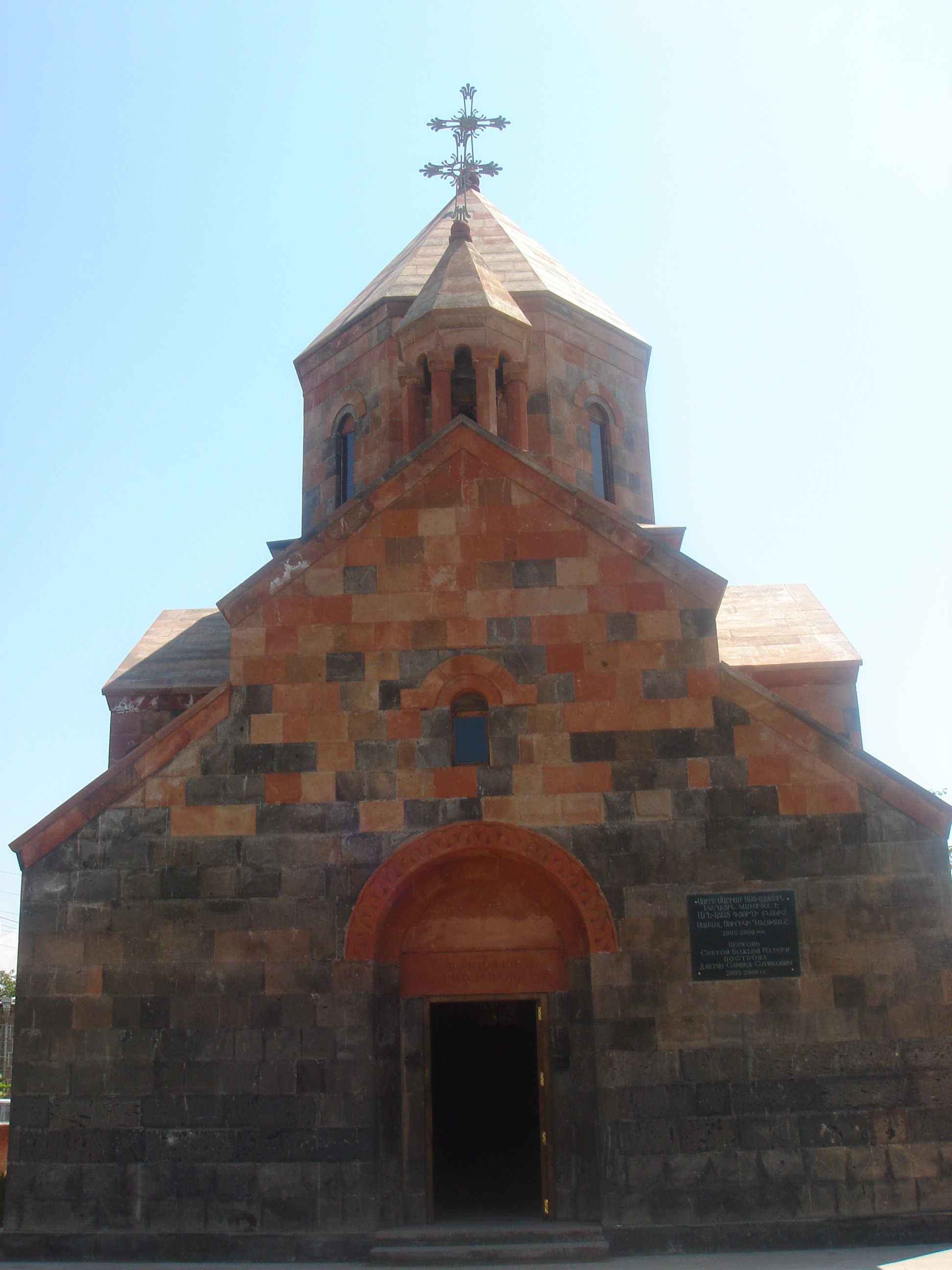
کلیسای آروشات، آرارات
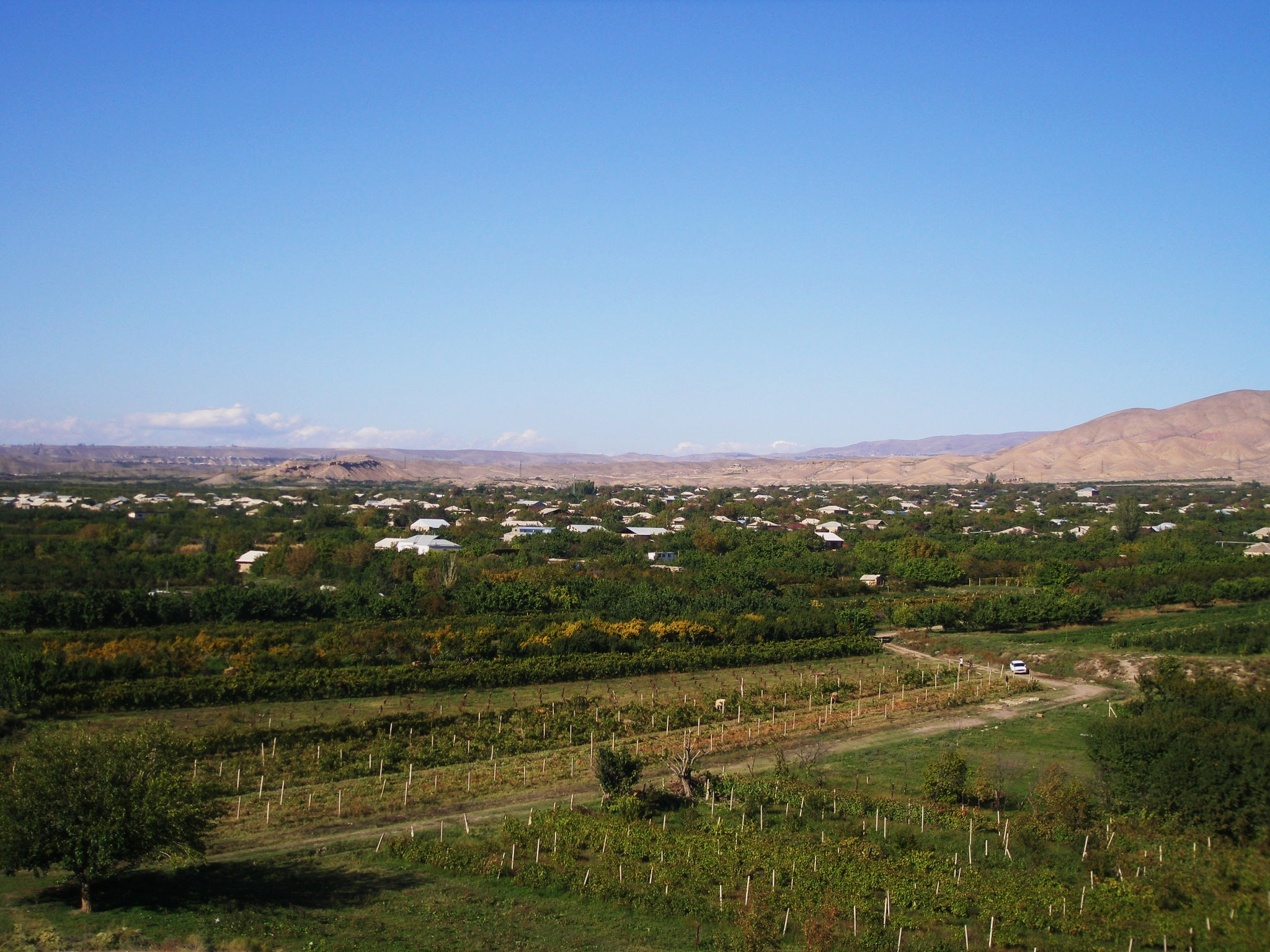
Near the ancient city of Dvin
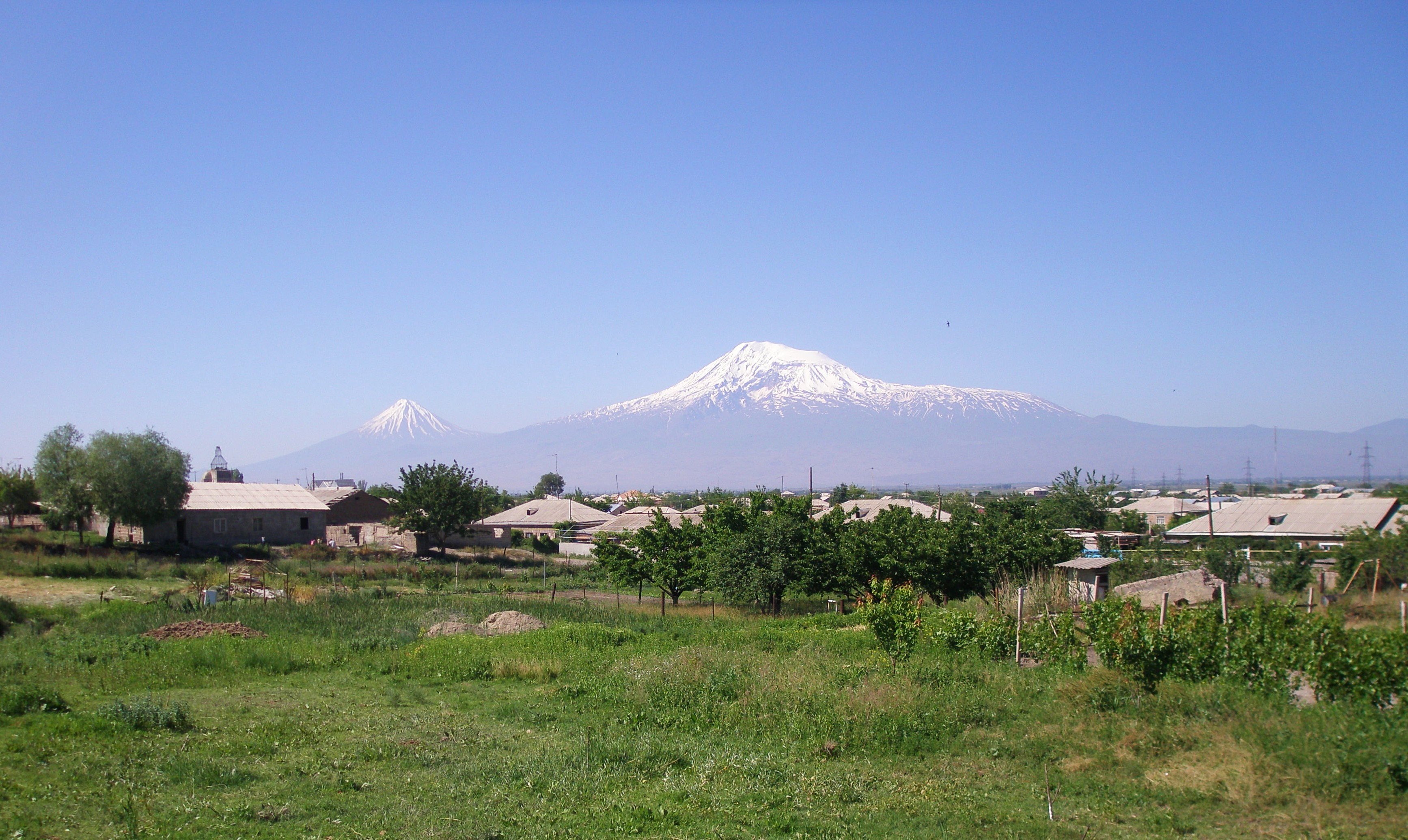
Ararat from نور کیورین village
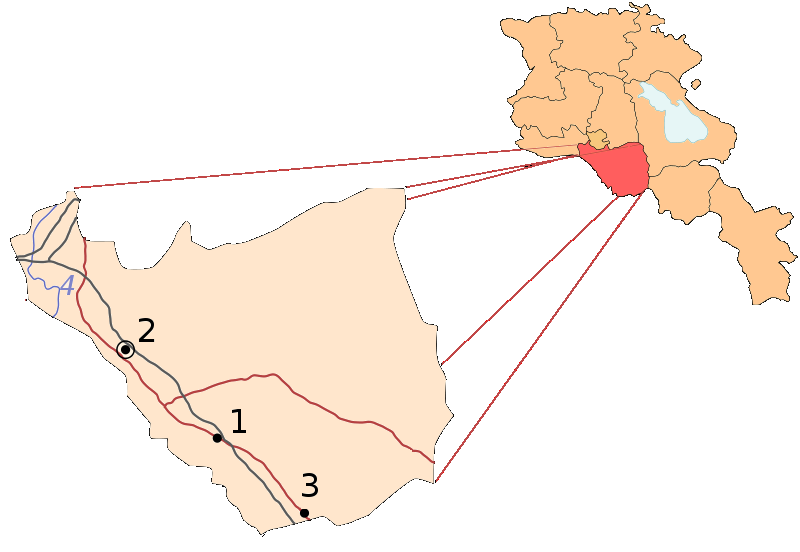